# Leucobrephos hoyi
Leucobrephos hoyi är en fjärilsart som beskrevs av Augustus Radcliffe Grote 1880. Leucobrephos hoyi ingår i släktet Leucobrephos och familjen mätare. Inga underarter finns listade i Catalogue of Life.